# قواعد اللغة الألمانية الحديثة

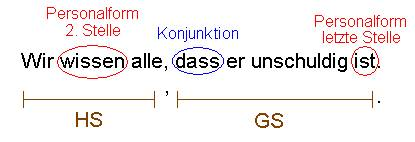

بذل اللغويون الألمان جهودًا لإيجاد قواعد لمختلف الحالات وطرق الكلام خاصة للأجنبي الذي يود تعلم اللغة الألمانية كلغة إضافية. وللعلم فإن اللغة الألمانية ليست لها في الأصل قواعد ولكن تم إدخال القواعد اليونانية على اللغة لمنهجتها وجعلها أيسر، فهي لغة دائمة التغير، وتصدر عليها تعديلات من فترة إلى أخرى، يكون الهدف منها في الغالب تسهيل اللغة وتحديثها.
سيتضح للدارس العربي للغة الألمانية وجود ارتباط ليس بالضعيف بين قواعد اللغة العربية واللغة الألمانية، فالإعراب في اللغة الألمانية مهم جداً، بل ويكاد يغير المعنى المقصود كلياً، وهو مستخدم بكثرة حتى في لغة الشارع في المدن بينما يقل استخدامه في القرى لحد كبير في بعض الأحيان. العلامات الأعرابية ليست حركات كما في اللغة العربية وإنما أحرف توضع في نهاية الكلمة أو تغيير يطرأ على أدوات التعريف والتنكير والضمائر وما إلى ذلك.
ملاحظة: سيتم التركيز في هذا المقال على قواعد اللغة الألمانية، فيتوقع من الدارس الإلمام بمعنى كثير من الكلمات، لذا لن يتم ترجمة كثير من الأمثلة في هذا المقال وإنما التركيز على المحتوى القواعدي.

## الحروف وطريقة نطقها
حروف اللغة الألمانية الحديثة هي الحروف اللاتينية كما في اللغات الأخرى مثل الإنجليزية والفرنسية بالإضافة إلى بعض الحروف الأخرى كما هو مبين في الجدول. هناك قاعدة في اللغة الألمانية تشابه فيها اللغة العربية وهي: كما تنطق تكتب في الأغلبية الساحقة من الكلمات، حتى أن بعض الكلمات الطويلة لا يمكن لكثير من الألمان كتابتها إلا عند نطقها في الدماغ أو بصوت منخفض لتهجيتها.
عدد حروف اللغة الألمانية 30 حرف وهم الستة وعشرون حرفًا الموجودون في اللغة الإنجليزية مع اختلاف النطق، بالإضافة إلى أربعة حروف تميز الألمانية عن غيرها من اللغات لأنها لا توجد في أي لغة غيرها (إلا بعض اللغات الأخرى القليلة ومنها التركية الحديثة مع اختلاف النطق)، وهذه الحروف الاربعة هي آخر أربع حروف في الجدول التالي.
| الحرف الكبير | الحرف الصغير | طريقة النطق |
| ------------ | ------------ | --- |
| A            | a            | آه - تلفظ هكذا في جميع المواضع |
| B            | b            | بيه - تلفظ هكذا في جميع المواضع، ليست كـ b في الإنجليزية وإنما كـ a الإنجليزية مع نطق صوت حرف الباء في المقدمة.                                                                     |
| C            | c            | تسيه - نفس ملاحظة حرف b فهي ليست كالإنجليزية |
| D            | d            | ديه - نفس ملاحظة الحرفين السابقين |
| E            | e            | إيه - مثل ال a الإنجليزية بنبره عربية (إي من دون لي الفم أو اللسان كما يفعل الإنجليز أو الأمريكان على الأخص)                                                                        |
| F            | f            | إف |
| G            | g            | جيه - مثل الجيم المصرية العامية إلا في بعض الكلمات الأجنبية القليلة جداً تقرأ مثل g الإنجليزية                                                                                       |
| H            | h            | ها - تقرأ كحرف الهاء في العربية إذا جاءت في بداية المقطع، ولا تنطق داخل الكلمة وإنما يتم مد حرف العلة الذي يسبقها                                                                   |
| I            | i            | إي - كحرف ال e في الإنجليزية |
| J            | j            | يوت - وتقرأ ي في أغلب الحالات وج (ليست المصرية وإنما الفصحى) في بعض الكلمات الأجنبية مثل Job                                                                                        |
| K            | k            | كاه |
| L            | l            | إل |
| M            | m            | إم |
| N            | n            | إن |
| O            | o            | اوه |
| P            | p            | بيه ولكن خفيفة |
| Q            | q            | كوو |
| R            | r            | نطق هذا الحرف له عدة وجوه: 1. في الغالب: غ مخففة في بداية المقطع، وتنطق ر مخفية نهاية المقطع 2. بعض الألمان ينطقونها غ في كل الأحوال 3. بعض الالمان ينطقونها ر كما في العربية دائما |
| S            | s            | إس - تنطق ز في بداية المقطع (قبل حروف العلة في الغالب) وس في المواضع الإخرى |
| T            | t            | تيه - نفس ملاحظة ال b، c |
| U            | u            | اوو |
| V            | v            | فاو - شبيه جداً بال f وتقرأ كما في الإنجليزية في كثير من الكلمات الأجنبية مثل Verb                                                                                                   |
| W            | w            | فيه - مثل ال v الإنجليزية |
| X            | x            | إاكس |
| Y            | y            | إبْسيِلوُنْ - الغالب ينطقها كـ ü ويمكن نطقها كـ إ (ككسرة) |
| Z            | z            | تْسِتْ - تقرأ تس مع عدم التشديد على التاء |
| Ä            | ä            | قريبه لنطق ال e ولكن يتم فتح الفم بمقدار أكبر. يمكن طباعتها ae عند عدم تواجد القدرة على طباعة الحرف الأصلي.                                                                         |
| Ü            | ü            | عبارة عن u مرققة. يمكن كتابتها ue عند عدم تواجد القدرة على طباعة الحرف الأصلي. |
| Ö            | ö            | عبارة عن o مرققة. يمكن كتابتها oe عند عدم تواجد القدرة على طباعة الحرف الأصلي. |
| ß            | لا يوجد      | إس تْسِتْ - تقرأ سـ عادية وتكتب بعد حروف المد، ويستبدل بها ss بعد حروف العلة القصيرة أو عند عدم القدرة على طباعتها.                                                                    |

هناك بعض الأصوات يتم تجميعها من عدة حروف وتحمل نطقا معيناً مثل:
| التركيبة | طريقة النطق |
| -------- | --- |
| ei       | آه ي - كما في ال i الإنجليزية |
| äu، eu   | أوه ي |
| ie       | أيي - i ألمانية ممدودة |
| qu       | كف - والفاء هنا كـ v الإنجليزية |
| sch      | ش كالعربية |
| ch       | لها عدة وجوه: - في الغالب: 1. بعد جميع الحروف ما عدا الحروف المذكورة في النقطة التالية: ش مخففة تنطق بانزال اللسان إلا أسفل قليلاً وقليل من نفخ الهواء ونطق حرف الشين (تحتاج للممارسة أو مخالطة الألمان) 2. كالخاء العربية بعد الحروف: o a u - في بعض مناطق ألمانيا تنطق دائما خاء. - في البعض الآخر تنطق دائما كاف. |

## بنية اللغة الألمانية
يتكون النص الألماني من مجموعة من الجمل والتي تتكون بدورها من مجموعة من الكلمات تماماً كما في اللغات الأخرى، فالكلمة هي العنصر الأساسي في اللغة ولها عدة خصائص كما يبين التالي:

### الكلمة Das Wort
إن من أهم ما يميز الكلمة في اللغة الألمانية هو إمكانية تجميعها من عدد كبير من الكلمات الأخرى (Wortzusammensetzung) لتكون كلمة طويلة لها معنى مخصص أكثر من آخر كلمة في سلسلة الكلمات المركبة، ولأن المقام لا يتسع لشرح تركيب الكلمات سيتم توضيح ذلك في قسم خاص من هذه الصفحة.
من الأمثلة على الكلمات المركبة:
- Lösungsverfahren تعني «أسلوب الحل»
- Hausmeistertätigkeiten تعني «واجبات المسؤول عن المنزل»

أما بالنسبة للكلمات العادية فإنها تتكون من عدة مقاطع (Silben) تكمن أهميتها في معرفة كيفية النطق ومتى يجوز فصل الكلمة في آخر السطر، فكلمة Biologie والتي تعني علم الأحياء تتكون من المقاطع Bio-lo-gie.
هناك من الكلمات ما هو مبني unflektierbar أي لا يتغير شكلها مهما أختلف موقعها الإعرابي، ومنها ما هو معرب flektierbar أي يتغير شكلها حسب موقعها من الإعراب، وهي كالتالي:
- الكلمات المعربة Die flektierbaren Wortklassen

1. (Substantiv (Nomen : الاسم مثل Buch والتي تعني كتاب.
2. Verb : الفعل مثل lesen والتي تعني يقرأ، تقرأ، يقرؤون... إلخ.
3. Adjektiv : الصفات مثل groß تعني كبير. للملاحظة: هناك بعض الصفات مبنية لكنها قليلة مثل rosa والتي تعني وردي
4. Pronomen : الضمائر وهي كثيرة مثل Sie, Er، Ihm، Ihn وهناك القلة القليلة التي لا تعرب مثل man. (وهي بشكل عام الكلمات التي تحل محل الاسم).
5. Artikel : أدوات التعريف والتنكير وأدوات الملكية التي لا تستغني عن اسم بعدها مثل die، der، sein، eure...

- الكلمات المبنية Die unflektierbaren Wortklassen

1. Präposition : حروف الجر مثل von, auf, unter ,über.
2. Adverb : الظروف مثل beispielsweise والتي تعني «على سبيل المثال»، وقد تكون الظروف في الغالب صفات لا يتم إعرابها مثل schnell والتي تعني كظرف «بسرعة»
3. Konjunktion : أدوات الربط وتستخدم لربط الجمل مع بعضها مثل bevor، nachdem واللتان تعنيان بدورهما بعد وقبل.
4. Interjektion : وهي تعابير لفظية في الغالب تقال في حالات معينة مثل Ach so! التي تقال عند الفهم بعد طول تفكير أو Nanu عند التعجب.

### الجملة Der Satz
الجملة هي الوحدة المتكاملة من الكلمات التي تعطي معناً محدداً سواء كان كاملاً أو شبه كامل، ويمكن تقسيم الجمل بشكل عام إلى جمل بسيطة (einfache Sätze) التي تتكون من جملة واحدة تامة المعنى تماماً كاملاً، وجمل مركبة (zusammengesetzte Sätze) تتألف من عدة جمل أخرى يكمل بعضها بعضاً في المعنى أو يضيف بعضها إلى البعض اللآخر معنى جديداً، ووفقاً لذلك يوجد نوعان من تراكيب الجمل:
- Nebenordnung : الربط مع تماثل الرتبة، وهنا يتم الربط بين جملتين رئيسيتين Hauptsätze تحمل كل واحدة منهما معنى كاملاً، من أدوات الربط المستخدمة في هذا النوع:

```
und، oder، sowohl... als auch، doch, denn، außer، entweder... oder
وغيرها مما سيتم تفصيله في قسم خاص لاحقاً إن شاء الله.
```

```
مثال:
```

.Ich gehe gleich zur Post und Du(du) sollst sofort in die Schule gehen
- Unterordnung : الربط مع اختلاف الرتبة، حيث يتم الربط بين جملة رئيسية (Hauptsatz) وجملة ثانوية (Nebensatz)، يكمل معنى إحداهما معنى الأخرى، من أدوات الربط في هذا السياق:

```
dass، wenn، ob، obwohl، obgleich، wenngleich، weswegen، weil، da
وغيرها مما سيتم تفصيله في قسم خاص لاحقاً إن شاء الله.
```

```
مثال:
```

.(Manche behaupten، dass die deutsche Sprache eine schwierige Sprache ist(sei
تصنيف الجمل وفقا للمعنى:
يمكن تصنيف الجمل وفقاً لمعناها في المجموعات الرئيسية التالية:
| النوع             | التوضيح                 | مثال                                       |
| ----------------- | ----------------------- | ------------------------------------------ |
| Aussagesatz       | جملة خبرية تخبر عن شيء. | .Er ist gesund                             |
| Fragesatz         | جملة استفهامية          | ?Ist er gesund? - Wann wird er gesund sein |
| Aufforderungssatz | جملة أمرية              | !Sei ruhig                                 |
| Ausrufesatz       | جملة تعجبية             | .Er ist endlich wieder gesund              |
| Wunschsatz        | جملة تمني               | .Wenn er jetzt gesund wäre                 |

## الاسم Das Substantiv
يطلق على الاسم في اللغة الألمانية المصطلحات التالية (das Hauptwort, das Dingwort, das Substantiv, das Nomen) وهو كل ما دل على كائنات حية، جمادات، صفات غير محسوسة، أمور محسوسة وأحداث وما إلى ذلك.
مما يميز اللغة الألمانية أن الحرف الأول من الاسم يكتب كبيراً، إلا في حالات قليلة جداً ستورد فيما بعد إن شاء الله، والمعني هنا بالاسم الذي يجب كتابة حرفه الأول كبيراً ليس فقط أسماء الأشخاص أو البلدان كما في الإنجليزية مثلاُ وإنما الأسماء العادية مثل der Stuhl (الكرسي).
والأسماء هي التي تعرب في اللغة الألمانية، والتي تظهر عليها علامات الإعراب بشكل واضح، وهي مقسمة من حيث الجنس إلى مذكر ومؤنث وحياد وهذا يختلف قليلاً عن اللغة العربية التي تحوي فقط مذكراً ومؤنثاً قواعدياً. ومن حيث العدد تقتصر اللغة الألمانية على الإفراد والجمع وتغيب عنها صيغة التثنية التي يحل الجمع محلها.
في هذه الفقرة سيتم التعرض لكل ما يخص الاسم بشكل مفصل وبالتدريج إن شاء الله.

### جنس الكلمة القواعدي Das Genus

#### تعريف وتوضيح
إذا نظرنا إلى اللغة العربية نرى أن لكل كلمة جنس معين، فالشمس مؤنثة والقمر مذكر على الرغم من أن الشمس والقمر من الجمادات، فمن هنا نستخلص أن الجنس القواعدي يختلف عن الجنس الطبيعي للكائنات الحية أو غير الحية، وهكذا الحال تماماً في اللغة الألمانية.
فالكلمة قد تكون:
- (männlich (maskulin : مذكر قواعدي مثل der Mann, der Stuhl
- (weiblich (feminin : مؤنث قواعدي مثل die Frau, die Spalte
- (sächlich (neutrum : حياد قواعدي مثل das Buch, das Museum

فالجنس القواعدي يلعب أكبر دور في قواعد اللغة الألمانية، بل ويعتبر من أصعب النقاط على متعلم اللغة الألمانية، فلا يكفي حفظ الكلمة وحدها وإنما يجب حفظها مع نوع جنسها القواعدي بالإضافة إلى صيغة جمعها، مما يضاعف جهد تعلم اللغة الألماني إلى ثلاثة أضعاف مقارنة بالإنجليزية!
من الأخطاء الشائعة التي يقع فيها دارس أو مدرس اللغة الألمانية الخطآن التاليان:
- الربط بين الجنس الطبيعي والجنس القواعدي للكلمة: وهذه قاعدة عامة تؤدي إلى نتائج خاطئة في كثير من الأحيان، فالجنس القواعدي ليست له إلا علاقة ضعيفة بالجنس الطبيعي، ومن الأمثلة على ذلك:

1. die Frau، das Weib كلاهما يحمل نفس المعنى وهوالمرأة، ومع ذلك نرى إحدى الكلمتين مؤنثة والأخرى تدل على الجماد (الحياد) قواعدياً، مع أن الجنس الطبيعي للمرأة هو بكل بداهة التأنيث.
2. هناك العديد من الجمادات بل والكثير منها يعتبر مذكراً أو مؤنثاً قواعدياً، مثل:der Computer, die Lampe، die CD، der Teppich

على الرغم من ذلك يمكن استخدام هذه القاعدة العامة عند عدم المعرفة الأكيدة لجنس الكلمة القواعدي ومحاولة التخمين.
- قصر أهمية معرفة الجنس القواعدي على أدوات التعريف:  وهذا خطأ سيتضح أكثر فيما بعد إن شاء الله، فالجنس القواعدي يتحكم بنوع الإعراب في حالة المضاف إليه تحكماً كبيراً حتى لو اختفت أداة التعريف (التي سيتم شرحها فيما بعد إن شاء الله)، بالإضافة إلى أن الضمائر تعتمد على الجنس القواعدي، فإذا لم يعلم جنس كلمة معينة قواعدياً لن يعلم الضمير الذي يجب إعزاؤه إليها.

#### تعدد الجنس القواعدي للاسم الواحد Doppeltes Genus
هناك بعض الكلمات في اللغة الألمانية التي تقبل أكثر من جنس قواعدي دون اختلاف في المعنى، وفي بعض الأحيان يتم ترجيح أحد الأجناس على الآخر. من الأمثلة على ذلك:
- der/das Meter : فكلمة «متر» قد تكون مذكرة قواعدياً أو حيادية وقد يغلب التذكير أحياناً.
- der/die Abscheu : وكلمة Abscheu «امتعاض وعدم محبة الشيء» قد تكون مذكرة أو مؤنثة قواعدياً، لكن يندر استخدام التأنيث.
- das/der Radio : حيث يتم استخدام الحياد بشكل عام لكلمة راديو، بينما يتم استخدام التذكير في جنوب ألمانيا.

وهناك بعض الكلمات الأخرى التي يتغير معناها كلياً أو جزئيا عند تغير جنسها القواعدي، من الأمثلة على ذلك:
- der\die See : عند استخدام التأنيث يكون المعنى «البحر» وعند استخدام التذكير يكون المعنى «البحيرة»
- das\der Tor : عند استخدام الحياد يكون المعنى «البوابة الكبيرة» عند استخدام التذكير يكون المعنى «الغبي أو الأبله»
- der\das Teil : عند التذكير يكون المعنى «جزء أو نصيب» وعند الحياد يكون المعنى «قطعة أو قطعة من جهاز إلكتروني»

من المهم مراعاة الأمر التالي عند استخدام هذا النوع من الكلمات، ألا وهو الثبات على جنس قواعدي محدد للكلمة في النص الواحد، أي أنه من غير المنطقي استخدام كلمة Meter مرة مذكرة ومرة حيادية في نفس الفقرة أو الكتاب. أما في كتابين أو في حوارين منفصلين يجوز استخدام إي منهما.

#### قواعد عامة لمعرفة الجنس القواعدي
على الرغم من عدم وجود قاعدة قياسية يتم عن طريقها التعرف إلى جنس الكلمة القواعدي، إلا أن هنالك بعض القواعد العامة التي تسهل معرفة جنس الكلمة القواعدي بصورة كبيرة:
- الكلمات التي تدل على رجل أو أمرأة يوافق فيها الجنس القواعدي الجنس الطبيعي، فمثلاً كلمة طبيب (der Arzt) تدل على رجل فتكون مذكرة قواعدياً وهكذا. من الأمثلة التوضيحية على ذلك:

1. der Mann الرجل يأخذ التذكير.
2. der Sohn الابن يأخذ التذكير لأنه ذكر في الواقع العملي.
3. die Frau الأنثى تأخذ التأنيث.
4. der Polizist الشرطي يأخذ التذكير.
5. die Lehrerin المعلمة تأخذ التأنيث.

- وكذلك الحال بالنسبة للحيوانات، فالحيوانات المذكرة تعامل بالتذكير قواعدياً وبالمقابل تعامل الحيوانات المؤنثة بالتأنيث، من الأمثلة على ذلك:

1. der Löwe فالأسد يعامل بالتذكير قواعدياً لأنه أسد (مذكر)
2. die Löwin أما اللبؤة تعامل بالتأنيث قواعدياً لأنها أنثى الأسد.
3. die Kuh والبقرة تعامل بالتأنيث قواعدياً لأنها أنثى تلد وترضع.
4. der Stier أما الثور فيعامل بالتذكير قواعدياً لأنه ذكر (لا يلد ولا يرضع).

- النظر إلى نهاية الكلمة، وهذه الطريقة تعد من أفضل الطرق المستخدمة في تحديد جنس الكلمة القواعدي، بل ولها الأولوية على جميع القواعد العامة، ولكن للأسف لا يمكن تطبيقها على جميع كلمات اللغة. والطريقة هي التالية:

هناك الكثير من الكلمات تشترك في نهاياتها، وفي العادة ترتبط هذه النهايات بجنس قواعدي محدد كما في الجداول التالية:
الأسماء ذات الجنس القواعدي المؤنث:
| النهاية | أمثلة                                                       |
| ------- | ----------------------------------------------------------- |
| ung-    | Drehung Untersuchung Zustimmung Verneinung Meinung Mischung |
| keit-   | Gehorsamkeit Staatsangehörigkeit Gerechtigkeit              |
| thek-   | Bibliothek Diskothek Infothek                               |
| schaft- | Gemeinschaft Gesellschaft Wirtschaft Landschaft             |
| heit-   | Freiheit Berühmtheit Unebenheit Klarheit                    |
| tion-   | Information Integration Diskussion                          |
| tät-    | Universität Proportionalität Qualität                       |
| anz-    | Arroganz Distanz                                            |
| ei-     | Bauerei Bäckerei Sauerei                                    |
| in-     | Polizistin Köchin Lehrerin                                  |
| age-    | Passage Garage                                              |
| ette-   | Toilette Operette                                           |
| enz-    | Intelligenz Konkurrenz                                      |
| ie-     | Energie Galaxie Matrie                                      |
| euse-   | Masseuse Fritteuse                                          |
| ose-    | Neurose Asbestose                                           |
| üre-    | Lektüre Konfitüre                                           |
| itis-   | Gastritis                                                   |

### الأسماء المحايدة
هي أسماء تتطلب أداة التعريف das وقد تنتهي بإحدى المقاطع التالية: chen,-lein,-tum-at-ing-ma-ment-eau-o-um-zeug:
- das Mädchen الفتاة
- die Hand + تصغير = das Händchen,
- der Bauch + تصغير = das Bäuchlein، * das Präteritum
- das Konsult
- das Jogging
- das Klima
- das Fundament
- das Niveau
- das Motto
- das Studium
- das Flugzeug

الأسماء المصغرة تأخذ غالباً صيغة الحياد

### الأسماء المذكرة
هي أسماء تتطلب أداة التعريف der مثل:
der Mann الرجل

## أدوات التعريف والتنكير للأسماء
كل ما يكتب بعد أدوات التعريف أو أدوات التنكير يكتب أول حرف فيه كبير
- المذكر يأخذ أداة التعريف der وأداة التنكير ein

ein Mann = رجل
der Mann = الرجل
- المؤنث يأخذ أداة التعريف die وأداة التنكير eine

eine Frau = امرأة
die Frau = المرأة
- المحايد يأخذ أداة التعريف das وأداة التنكير ein:

ein Buch = كتاب
das Buch = الكتاب
- الجمع يأخذ أداة التعريف die وليس له أداة تنكير

بالنسبة لادوات التنكير في حالة النصب هي den=einen
das =ein ,die=eine في حالة الجمع din
النصب dem=einem,dem=einem,der=einer في حالة الجمع dim
Bücher = كتب
die Bücher = الكتب
الفعل في اللغة الألمانية أساسي في بناء الجملة ويأتي دوماً في المرتبة الثانية ولا يمكن تكوين جملة ألمانية صحيحة بدون فعل (على خلاف الجملة الاسمية باللغة العربية: الطقس جميل أو البيت بجانب البحيرة).
مثال:
Ich lerne Deutsch أتعلم الألمانية
يتغير تصريف الفعل حسب فاعله (مفرد: متكلم ich lerne، مخاطب du lernst، غائب sie /er lernt، جمع sie lernen والمخاطب الرسمي Sie lernen مفردا كان أو جمعا) وحسب نوعيته (بسيط، شاذ، منفصل، متصل) وحسب زمن الجملة (الماضي بأنواعه، المضارع، المستقبل).
ويتغير موقعه إلى المرتبة الأولى في الجملة الاستفهامية Wortfrage und Satzfrage، أمرية Imperativ، معطوفة).
Lernst du Deutsch?
كما يحكم بعض اللأسماء الموجودة فيها. فان كان لازما يقتصر على الفاعل، وان كان متعديا ينصب مفعولا أو مفعولين، أو يجر الاسم. وإلى جانب ذلك هناك أفعال تستلزم حروف جر معينة.

## الأزمنة Die Zeiten أو Tempoma
في اللغة الألمانية يوجد ستة أزمنة مختلفة وهي:
- المضارع Das Präsens
- المضارع التام Das Perfekt
- الماضي الناقص Das Präteritum
- الماضي التام Das Plusquamperfekt
- المستقبل البسيط Das Futur I
- المستقبل التام Das Futur II

### المضارع Präsens
1. الصيغ / التصريف Formen

ينتهي المصدر في اللغة الألمانية بen- أو n- ولا يتغير عند تصريفه مع المتكلم الجمع (wir) أو مع الغائب الجمع (sie) أو مع ضمير المخاطب الرسمي (Sie)
الفعل سكن wohnen
|               | سكن          | wohnen |             |
| ------------- | ------------ | ------ | ----------- |
| أنا           | أسكن         | wohne  | ich         |
| أنت           | تسكن /تسكُنين | wohnst | du          |
| هو/ هي/ محايد | يسكن         | wohnt  | er/ sie/ es |
| نحن           | نسكن         | wohnen | wir         |
| أنتم          | تسكنون       | wohnt  | ihr         |
| هم / هن       | يسكنون/ يسكنّ | wohnen | sie         |
| مخاطب رسمي    | تسكن/ تسكنون | wohnen | Sie         |

1. والمهم جدا في تصريف الافعال الالمانيه هو Stamm أو نهايه الفعل ومعظم الافعال الالمانيه تنتهي ب en مثال sprechen reden wohnen gehen spielen